# Rhinolophus pusillus
Rhinolophus pusillus är en fladdermusart som beskrevs av Coenraad Jacob Temminck 1834. Den ingår i släktet Rhinolophus och familjen hästskonäsor. IUCN kategoriserar arten globalt som livskraftig.

## Underarter
Catalogue of Life skiljer mellan 9 underarter:
- Rhinolophus pusillus pusillus Temminck, 1834
- Rhinolophus pusillus blythi K. Andersen, 1918
- Rhinolophus pusillus calidus G. M. Allen, 1923
- Rhinolophus pusillus gracilis K. Andersen, 1905
- Rhinolophus pusillus lakkhanae Yoshiyuki, 1990
- Rhinolophus pusillus minutillus Miller, 1906
- Rhinolophus pusillus pagi Tate and Archbold, 1939
- Rhinolophus pusillus parcus Allen, 1928
- Rhinolophus pusillus szechwanus K. Andersen, 1918

## Beskrivning
Som alla hästskonäsor har arten flera hudflikar kring näsan. Flikarna brukas för att rikta de överljudstoner som används för ekolokalisation. Till skillnad från andra fladdermöss som använder sig av överljudsnavigering produceras nämligen tonerna hos hästskonäsorna genom näsan, och inte som annars via munnen. Hos denna art är den mittersta, hästskoliknande delen av hudflikarna tämligen vid. Pälsen är mörkbrun på ryggsidan, gråvit på buken. Arten är mycket liten, med en underarmslängd på 3,4 till 4,2 cm och en vikt mellan 3 och 8 g.

## Utbredning
Arten förekommer med flera från varandra skilda populationer i östra och södra Asien från norra Indien och Nepal i väst till sydöstra Kina och Japan i nordöst samt till Bali och Borneo i sydöst.

## Ekologi
Rhinolophus pusillus habitat utgörs främst av tropiska, fuktiga urskogar och kulturskogar. Denna fladdermus undviker öppna landskap. I Sydasien förekommer den från 200 till 1 370 meter över havet.
Individerna sover i grottor, gärna med fladdermöss från andra arter, samt i halmtak i byggnader. I grottor bildar de kolonier med upp till 1 500 medlemmar; i byggnader tenderar kolonierna att vara mindre. Arten söker sin föda i skogen eller vid bambusnår på kalkstensjordar. Födan består framför allt av tvåvingar och fjärilar, men även av skalbaggar.